# Národní park Geikie Gorge
Národní park Geikie Gorge (anglicky Geikie Gorge National Park) je národní park v Západní Austrálii o rozloze 31,36 km². Nachází se v regionu Kimberley 420 km východně od přístavu Broome. Geikieho rokle (Geikie Gorge) je pojmenována podle skotského geologa Archibalda Geikieho, příslušníci domorodého etnika Bunuba místo nazývají Darngku.
Řeka Fitzroy je zde sevřena vápencovými břehy vysokými až sto metrů, které vytvořily stromatopory v období devonu. Lokalita je součástí formace Gogo, která je významným nalezištěm fosilií. Hladina řeky je po deštích o šestnáct metrů výše než v období sucha; spodní část stěny, která je omývána vodou, je proto výrazně světlejší. Vegetace je tvořena kořenovníky, pandány, blahovičníky a kajeputy, žije zde lemčík velký, orel bělobřichý, volavkovití, rákosníkovití, modropláštníkovití, kaloni, krokodýl Johnstonův, lates stříbřitý a pilounovití.
Národní park je spravován oddělením pro ochranu přírody vlády státu Západní Austrálie. Návštěvníci mohou krajinu pozorovat z lodí, po východním břehu vede také pěší stezka. Rokle je přístupná pouze ve dne, táboření je zakázáno.